# Petrell cendrós

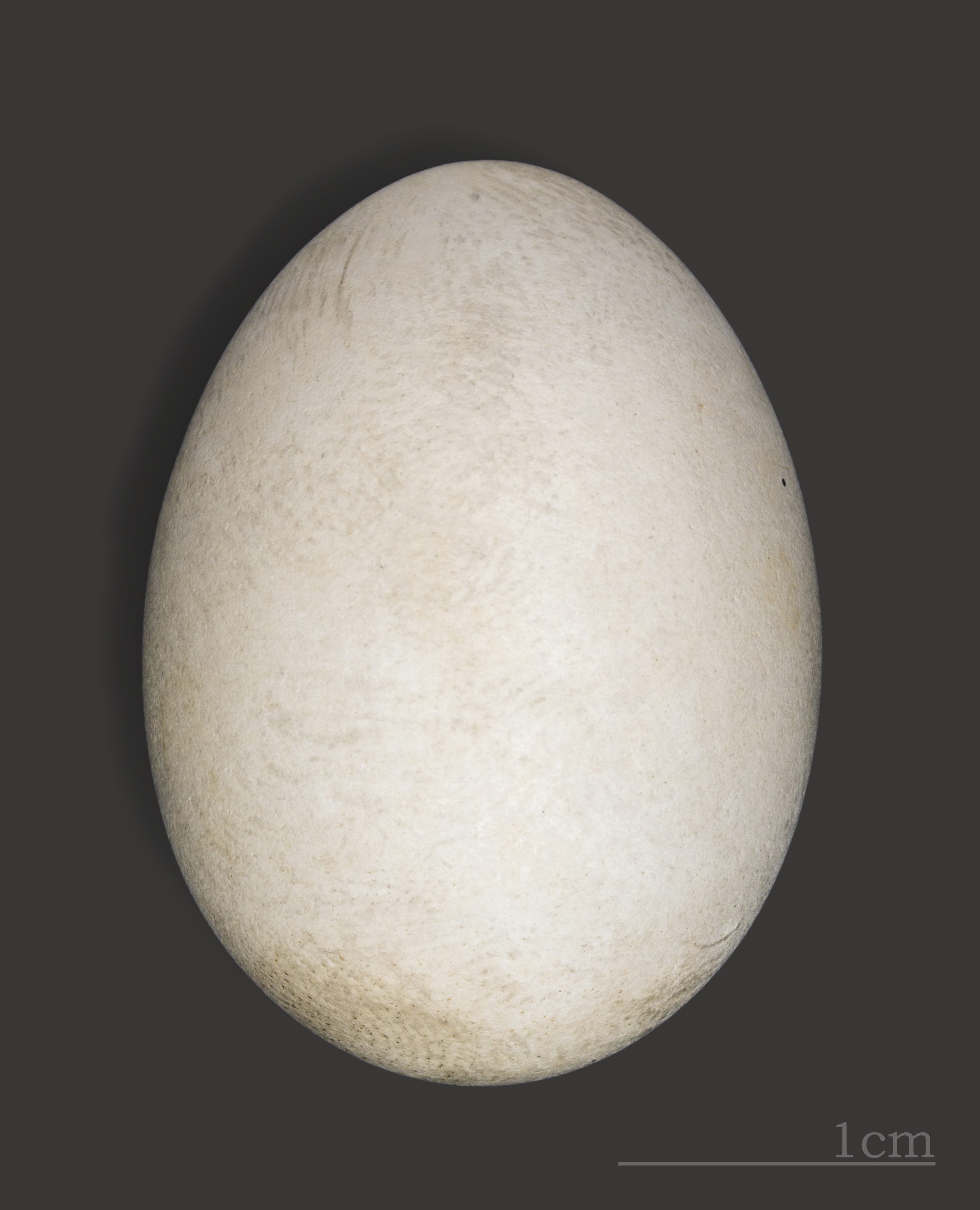
L'ou.

El petrell cendrós (Oceanodroma homochroa) és un ocell marí de la família dels hidrobàtids (Hydrobatidae). D'hàbits pelàgics cria a cavitats naturals, a illes properes a Califòrnia, dispersant-se després a la llarga de la costa del Pacífic, des del nord de Califòrnia cap al sud fins al centre de Baixa Califòrnia.